# St John’s, Smith Square

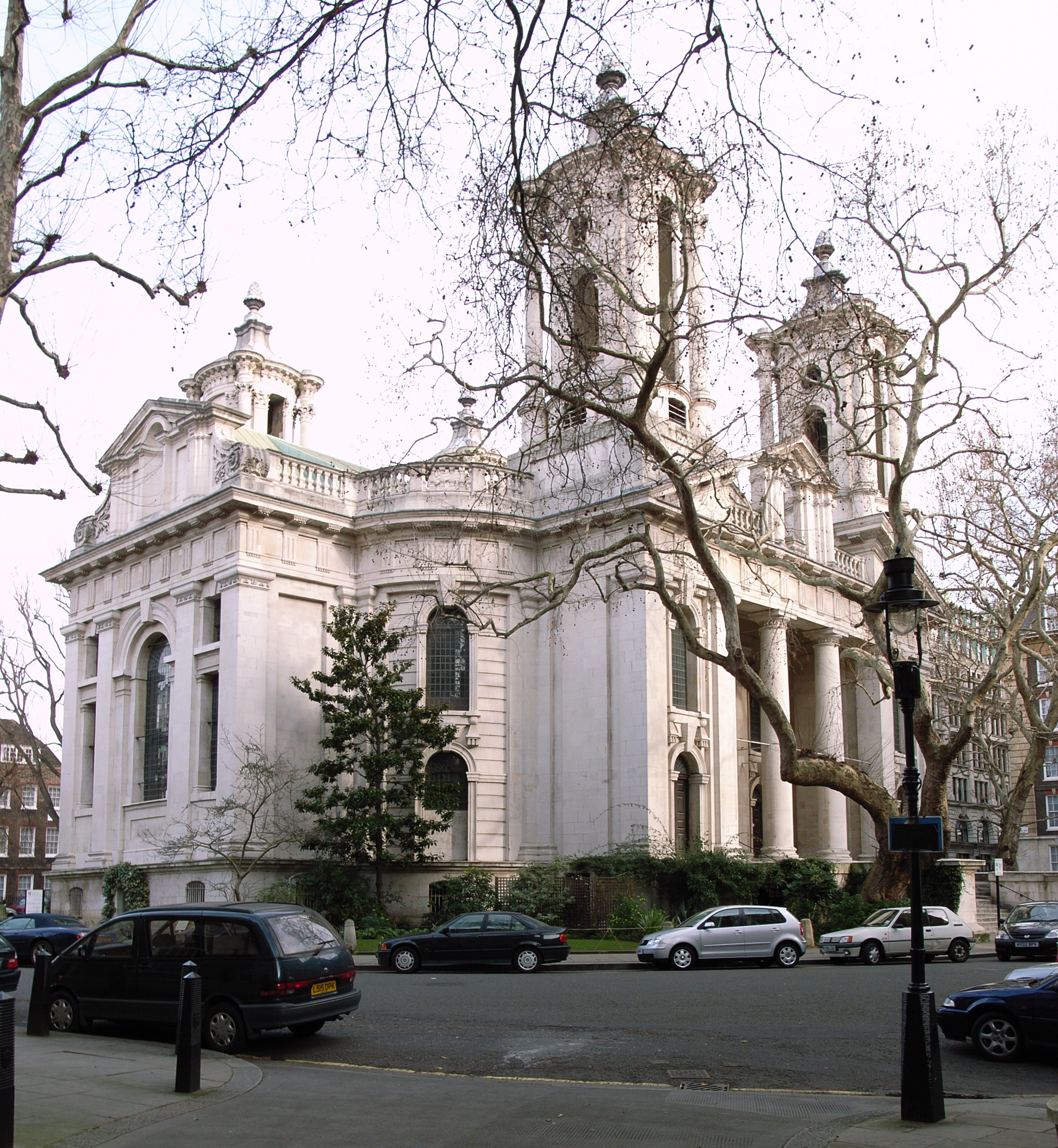
St John’s, Smith Square

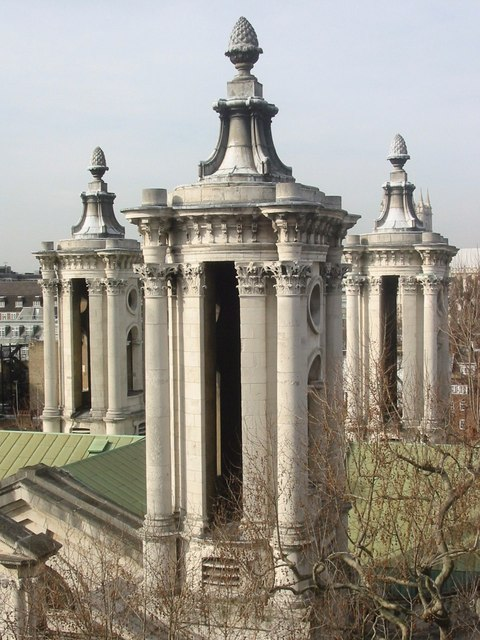
St John’s Smith Square, Turmaufbauten

St John’s, Smith Square ist eine ehemalige anglikanische Kirche im Londoner Stadtteil Westminster.
Erbaut wurde die Kirche 1714 bis 1728 im Stil des englischen Barockklassizismus durch den Architekten Thomas Archer im Rahmen eines 1711 vom britischen Parlament verabschiedeten Kirchenbauprogramms von Fünfzig Neuen Kirchen. Den Baugrund stellte der Grundeigentümer Henry Smith zur Verfügung, nach dem auch der zugehörige Platz benannt ist. Mit Baukosten von über 40.000 £ sollte es die kostspieligste der Kirchenneubauten in diesem Programm werden, da sich bereits nach Baubeginn statische Probleme hinsichtlich der Fundierung ergaben. Die Bauleitung hatte Nicholas Hawksmoor inne, der nicht autorisierte Änderungen am Entwurf vornahm. Die Kirche wurde im Zweiten Weltkrieg 1941 ausgebombt, der Innenraum wurde 1965 bis 1968 innerhalb der bestehenden Umfassungsmauern zu einem Konzertsaal ausgebaut.
Unter den Kirchenbauten des Programms repräsentiert St John’s die eigenwilligste Lösung. Der Außenbau ist kreuzförmig mit seitlichen Portikusvorbauten und vier Treppentürmen zu den Emporen sowie ausgerundeten Gebäudekanten angelegt. Die von Säulen umstellten Turmaufbauten über kreisförmigem Grundriss geben beim gleichzeitigen Fehlen eines Kirchturms der Außenerscheinung eine lebhafte, an den römischen Barock erinnernde Silhouette. Die mit dorischen Säulen versehenen Vorhallen besitzen in barocker Manier gebrochene Dreiecksgiebel. Das Kircheninnere war in seiner ursprünglichen Form über zwölf korinthischen Säulen dem Außenbau entsprechend kreuzförmig angelegt, wurde aber nach einem Brand 1742 zu einem längsgerichteten Saal mit seitlichen Emporen verändert.